# Bala de Sus
Bala de Sus – wieś w Rumunii, w okręgu Mehedinți, w gminie Bala. W 2011 roku liczyła 602 mieszkańców.